# Salix burjatica
Espèce
Classification APG III (2009)
Salix burjatica est une espèce de plantes à fleurs de la famille des Salicaceae. C'est un saule présent naturellement en bordure de l'Arctique.

## Synonymie
- Salix dasyclados Wimm. 1849 qui est plutôt le nom d'un hybride du centre et de l'est de l'Europe (d'après Skvortsov 1968; Jalas and Suominen 1976).
- Salix gmelinii Pall.

## Description
Salix burjatica est une espèce vigoureuse. En 4 à 5 ans, elle produit des rameaux de bonne taille récoltés comme combustible. La plante est utilisée en phyto-remédiation, en cas de pollution par les métaux lourds. La floraison survient en début de printemps, avant l'apparition des feuilles.